# Приперак
Приперак (брактеја) је ботанички термин који означава модификовани или специјализовани лист, а посебно онај који је повезан са репродуктивним структурама, као што су цвет, цваст или стробила (шишарка). Приперци се често (али не увек) разликује од листова. Они могу бити мањи, већи, или различите боје, облика, или текстуре. Обично изгледају другачије и од делова цвета, као што су чашични и / или крунични листићи. Научни назив биљака са израженим приперцима често је bracteatus, a, um као код шушкавца на пример (Xerochrysum bracteatum (Vent.) Tzvelev), биљке са мањим приперцима (брактеолама) понекад добијају епитет bracteolatus, a, um као код жутиловке (Genista bracteolata Link). 

## Варијанте
Неки приперци су јарко обојени и имају функцију привлачења опрашивача, заједно са цветним омотачем или уместо њега. Примери ове врсте приперака су код божићне звезде (Euphorbia pulcherrima Willd. ex Klotzsch) и бугенвилеје (Bougainvillea spectabilis Willd.). Обе имају велике обојене приперке који окружују околне много ситније и мање обојене цветове. 
Код трава, сваки цвет је затворен паром пергаментастих брактеја: горњом - палеа и доњом – лема, ка прашницима налазе се још два мала приперка плевичице или лодикуле. Сваки класић (група цветова) има у основи нови пар приперака који се зову плеве или глуме. То су приперци који се уклањају при доради житарица вејањем.
Профилум је структура слична листу, врста брактеола која обухвата цвет или цветну дршку. Термин такође може да означи најнижи приперак на цветној дршци. 
Циатофилум је парна брактеја код рода Euphorbia често раскошно обојена. 
Приперци испод фертилних љуспи шишарки четинара називају се и стерилне љуспе, у неким случајевима, као код дуглазије, оне су дуже од фертилних љуспи и штрче ван шишарке.

## Брактеоле
Мали приперци називају се брактеоле. Технички то је било који приперак који настаје на петељци а не обухвата је. 

## Приперци инволукрума
Приперци који прстенасто обухватају цваст – модификовани листићи – заједно се називају инволукрум. Инволукрум је карактеристика цвасти многих врста у оквиру фамилија Apiaceae, Asteraceae, Dipsacaceae и Polygonaceae. Сваки цвет у цвасти може имати свој прстен приперака, када се он зове инволуцел. У том случају приперак се назива плева, палеа или приперак рецептакулума (цветне ложе). 
Термин инволукрум се такође користи и за врло уочљив приперак или пар приперака у основи цветова. У породици Бреза Betulaceae, посебно код родова граба (Carpinus) и леске (Corylus), инволукрум је лисната структура која штити плод у развоју.

## Епикаликс
Епикаликс, творевина која формира додатни прстен око чашице цвета, представља модификоване брактеоле. Другим речима, епикаликс је група брактеја налик чашици или брактеола које формирају прстен са спољне стране чашице. То је допунска чашицолика структура чији се појединачни приперака назива епичашични листић, јер личи на листић чашице. Сваки појединачни сегмент епикаликса се назива епилатица јер личи на латицу. Епикаликс имају врсте породице слеза (Malvaceae). Епикаликс може да има и Јагода.

## Спата
Спата је велики приперак у облику листоликог омотача цвасти појединих биљака, као што су палме, козлаци и Commelina communis L. Код многих врста породице Araceae спата има функцију крунице, привлачи опрашиваче ка цветовима у цвасти - клипу (spadix). 